# Anis Don Demina
Anis Don Demina, född Anis Don Dhahir den 25 april 1993 i Sundsvall, är en svensk mediapersonlighet, YouTuber, rappare, DJ och komiker.

## Biografi
Anis Don Demina är född i Sundsvall men främst uppvuxen i Jordbro med modern Marina från Belarus och fadern Razak från Irak. Han har även smeknamnet Anas Salami (Warsame) ifrån när han gick i gymnasiet.

### Musik

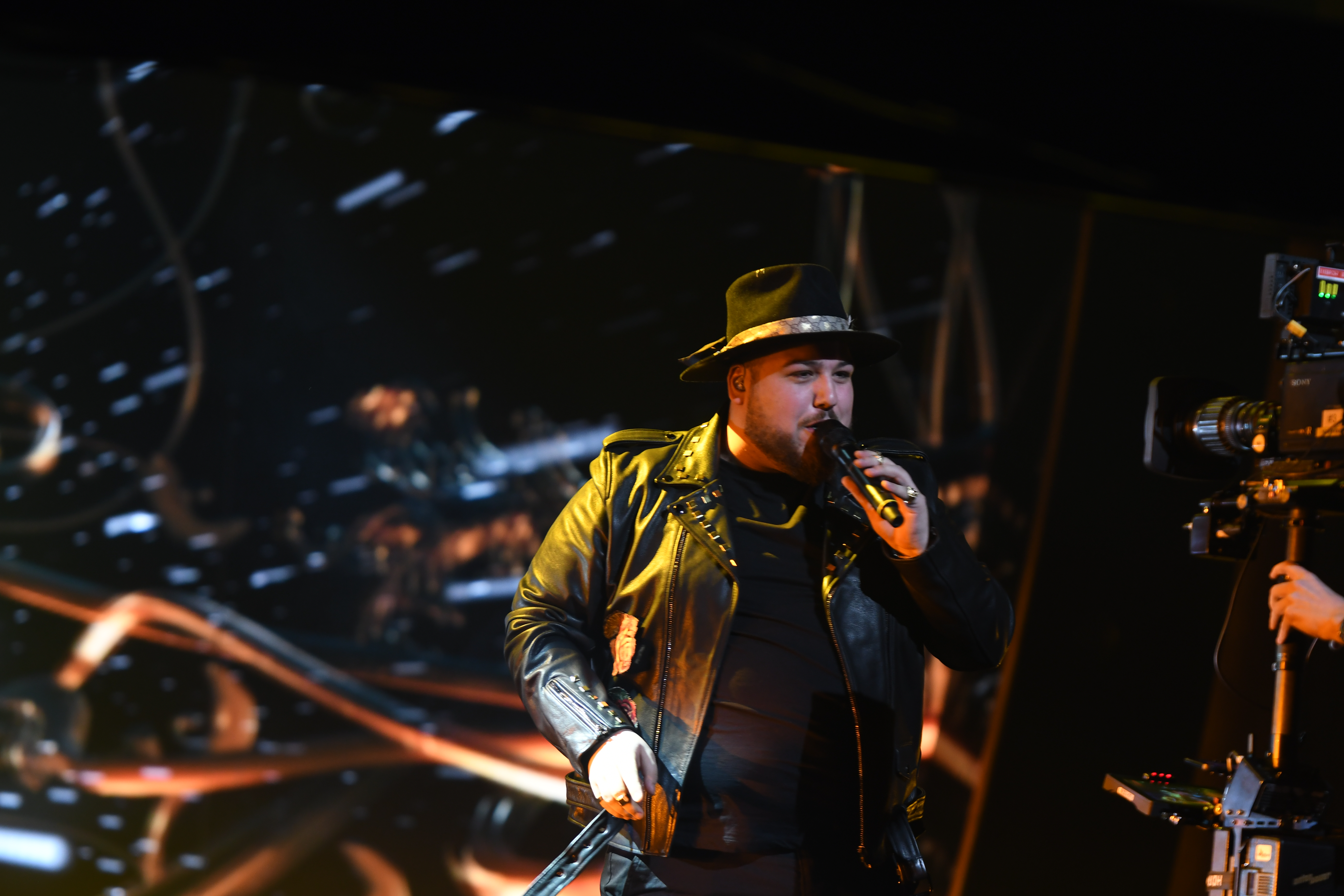
Anis Don Demina under Melodifestivalen 2019:s första deltävling i Göteborg den 2 februari 2019.

Som 14-åring började Anis Don Demina uppträda som rappare under namnet "Sajjk" på bland annat Ungdomens hus. Han gjorde även freestylebattle i forum såsom Ozone och Basementality. Som 18-åring växte hans karriär som DJ och musikproducent, och arbetade på klubbar som Movida i Dubai och Cirque Le Soir i London, där han även bodde. Han har givit DJ-lektioner till bland andra Samir Badran, Lance Hedman Graaf och Ida Warg. I augusti 2017 skrev han på skivkontrakt hos Warner Music Group. I juli 2018 framträdde han på Peace & Love-festivalen i Borlänge.
Don Demina deltog i Melodifestivalen 2018 då han spelade saxofon till Samir & Viktors låt "Shuffla". Han har även medverkat på deras låt "Put Your Hands Up för Sverige" som de gjorde till fotbolls-VM 2018.
Utöver detta har han även gjort egna låtar, exempelvis "On My Mind", "Wasted" tillsammans med Mad Kings och "Sucker For Love". I maj 2018 hade Wasted hamnat på plats 33 på Sverigetopplistan, och i november 2019 tilldelades han två guldskivor för både "Wasted" och "Sucker For Love". I februari 2019 släppte han låten "Utanför" tillsammans med Elias Abbas. I maj samma år släppte han låten "För stora för den här stan" tillsammans med Mapei. Senare i juni släppte han sin första EP under namnet "ANIS", ihop med låten "Bryr mig inte". I oktober släppte han låten "Postcard" tillsammans med Eric Saade.
Don Demina deltog, tillsammans med Zeana, i Melodifestivalen 2019 med låten "Mina bränder". Duon framförde låten i den första deltävlingen i Göteborg den 2 februari 2019 och kom på femte plats. År 2020 deltog han återigen i tävlingen, denna gång som soloartist med låten "Vem e som oss" som gick vidare till Andra chansen i Eskilstuna under den tredje deltävlingen i Luleå den 15 februari 2020. Han tog sig senare till finalen på Friends Arena i Solna, där han placerade sig på femte plats.

### Film och TV
Don Demina gjorde rösten till en av hyenorna i den svenska versionen av den amerikanska animerade filmen Lejonkungen (2019).
I augusti 2019 medverkade han i säsong 19 av Fångarna på fortet.
År 2021 var han tillsammans med Oscar Zia programledare för den andra deltävlingen av Melodifestivalen. Samma år var han även en av deltagarna i den sextonde säsongen av TV-programmet Let's Dance där hans danspartner var Katja Lujan Engelholm. Anis spelade en roll som musikproducent i den svenska filmkomedin Snälla kriminella (2021). Han medverkade som bisittare till Pär Lernström i den sjuttonde säsongen av TV-programmet Idol och var programledare för Musikhjälpen tillsammans med Oscar Zia och Brita Zackari. Han medverkade som gäst i den femte säsongen av Bäst i Test i SVT och i den sjätte säsongen deltog han i den fasta panelen. 
År 2023 var han programledare för TV-programmet Underdogs på SVT.
År 2024 deltog Anis i programmet Detektiverna på SVT.

### Radio
Under våren 2023 presenterades Anis som ny programledare för NRJ Morgon där han tillsammans med Sofia Wistam och Sebastian "Basse" Widman leder NRJs morgonprogram.

### Youtuber
Sedan 2011 driver Anis Don Demina en Youtube-kanal där han bland annat lägger upp videobloggar, musikvideor, reaktionsvideor och intervjuer med svenska youtubare och rappare. Sommaren 2017 blev en video på hans kanal viral där han kritiserade Youtubern och musikern Joakim Lundell. Efter publiceringen av videon fick han 110 000 prenumeranter under endast några veckor och anlitades som Lundells DJ-lärare. Sedan mars 2020 har hans kanal över 400 000 prenumeranter. I augusti 2024 hade antalet prenumeranter ökat till över 590 000 och enligt Medieakademins Maktbarometer 2023 är kanalen den 14e mäktigaste på Youtube.

## Privatliv
Anis Don Deminas äldre bror, Valentino Demina, var med i höstsäsongen av Robinson 2022.
Han är sedan 2024 tillsammans med sångerskan Daniela Rathana.

## Priser och utmärkelser
| År   | Pris           | Resultat  |
| ---- | -------------- | --------- |
| 2019 | Rockbjörnen    | Nominerad |
| 2019 | Maktbarometern | Plats 11  |
| 2020 | Maktbarometern | Plats 16  |
| 2021 | Maktbarometern | Plats 18  |
| 2022 | Maktbarometern | Plats 20  |
| 2023 | Maktbarometern | Plats 14  |

## Diskografi

### Album
| Titel | År   | Toppnotering |
| Titel | År   | SWE          |
| ----- | ---- | ------------ |
| Anis  | 2019 | 31           |

### Singlar
| Titel                                              | År   | Toppnotering | Album          |
| Titel                                              | År   | SWE          | Album          |
| -------------------------------------------------- | ---- | ------------ | -------------- |
| "On My Mind"                                       | 2017 | 66           | Singlar        |
| "Wasted" (med Mad Kings)                           | 2018 | 33           | Singlar        |
| "Sucker for Love"                                  | 2018 | 47           | Singlar        |
| "Utanför" (med Sami och Elias Abbas)               | 2019 | 43           | Anis (EP)      |
| "För stora för den här stan" (med Mapei)           | 2019 | 39           | Anis (EP)      |
| "Bryr mig inte"                                    | 2019 | —            | Anis (EP)      |
| "Postcard" (med Eric Saade)                        | 2019 | 35           | "ARTIST" (EP)  |
| "1+1" (med Råsa)                                   | 2020 | 96           | "ARTIST" (EP)  |
| "Naken" (med Timbuktu)                             | 2020 | 39           | "ARTIST" (EP)  |
| "Krossat glas" (med Nils Pontus)                   | 2020 | 91           | "ARTIST" (EP)  |
| "Stad i ljus" (med Oscar Zia)                      | 2021 | _            | Underbarn (EP) |
| "Flaggan i topp" (Sveriges Officiella EM-låt 2021) | 2021 | 4            | Underbarn (EP) |
| "Så länge du ler"                                  | 2021 | _            | Underbarn (EP) |
| "En kväll i juni"                                  | 2021 | _            | Underbarn (EP) |
| "Underbarn"                                        | 2021 | _            | Underbarn (EP) |
| "Så länge du ler" (Akustisk)                       | 2021 | _            | Singlar        |

Gästframträdanden
| Titel                                                                | År   | Toppnotering | Album   |
| Titel                                                                | År   | SWE          | Album   |
| -------------------------------------------------------------------- | ---- | ------------ | ------- |
| "Shuffla" (Samir & Viktor)                                           | 2018 | 2            | Singlar |
| "Put Your Hands Up För Sverige" (Samir & Viktor med Anis Don Demina) | 2018 | 4            | Singlar |
| "Mina bränder" (Zeana med Anis Don Demina)                           | 2019 | 25           | Singlar |